# П
La П, minuscolo п, chiamata pe, è una lettera dell'alfabeto cirillico. Rappresenta la consonante occlusiva bilabiale sorda IPA /p/. 
Deriva direttamente dalla lettera greca Pi (Π, π). La figura della lettera П stampata maiuscola può essere descritta come un quadrato con la parte inferiore mancante, da non confondersi con la Л, che ha il lato sinistro curvo. La Pe in stampatello ha la medesima forma della Pi greca maiuscola, in minuscolo è semplicemente in forma ridotta (П, п). In corsivo minuscolo invece, è in genere rappresentata in modo simile a una "n" latina in corsivo (n), mentre in serbo appare come una "u" latina in corsivo con una lineetta sopra (ū).
A volte è chiamata col nome mnemonico покой (pokoj).
| Lettera cirillica | Pronuncia IPA | Trascrizione scientifica | Trascrizione inglese | Trascrizione tedesca | Trascrizione francese |
| ----------------- | ------------- | ------------------------ | -------------------- | -------------------- | --------------------- |
| П                 | /p/           | p                        | p                    | p                    | p                     |